# Esferoidita
La esferoidita es un microconstituyente que aparece en algunos aceros.
Está formado por una matriz ferrítica con partículas gruesas de cementita. En esta estructura las dislocaciones encuentran muchas menos intercaras cementita - ferrita que en la perlita y otros microconstituyentes y esto hace que las dislocaciones se propaguen con facilidad, formando aleaciones muy dúctiles y tenaces.
La esferoidita se forma cuando la transformación eutectoide se realiza lentamente o cuando tras la formación de perlita se da un tratamiento de esferoidización la cementita no aparece en forma laminar, sino en forma globular de menor contenido energético (menor relación superficie/volumen).
- Datos: Q8778359